# .gq

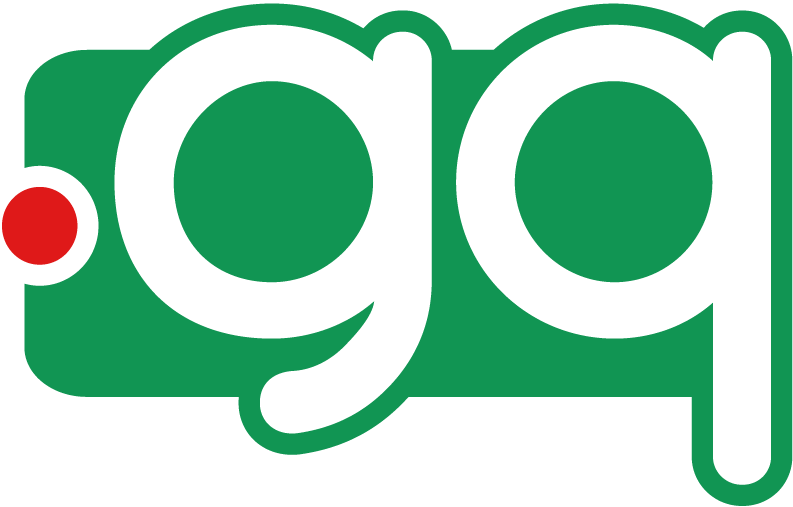

.gq는 적도 기니의 인터넷 국가 코드 최상위 도메인이다. GETESA에서 관리한다.

## 역사
.gq 도메인은 국내 유명 인터넷 서비스 제공업체인 GETESA에 의해 1997년 7월에 출시되었다.
2014년 10월, 도메인 회사 Freenom은 GETESA와 제휴하여 .gq 도메인 이름을 무료로 제공하는 비즈니스 모델을 시도했다. 공개 출시 전에는 상표권자가 자신의 이름을 등록할 수 있는 일출 기간이 있었다. 2015년 1월 1일부터 공개 도메인 등록이 시작되었다.

## 악용
.gq 도메인을 획득하는 데 필요한 비용이 부족하기 때문에 TLD는 스팸, 피싱 및 기타 악의적인 목적으로 사용되기 쉽다. 인터넷 보안 회사인 시만텍이 실시한 연구에 따르면 상위 50개 .gq 웹사이트 중 92%가 "음흉한" 목적으로 사용되고 있는 것으로 나타났다. 시만텍이 조사한 .gq 도메인의 모든 웹사이트 중 98.94%가 악의적인 목적으로 사용되고 있었다.